# Marina neglecta
Marina neglecta là một loài thực vật có hoa trong họ Đậu. Loài này được (Robinson) Barneby miêu tả khoa học đầu tiên.